# Cullumia setosa
Cullumia setosa là một loài thực vật có hoa trong họ Cúc. Loài này được (L.) Sieber ex R.Br. mô tả khoa học đầu tiên năm 1813.